# Карл (рудник)

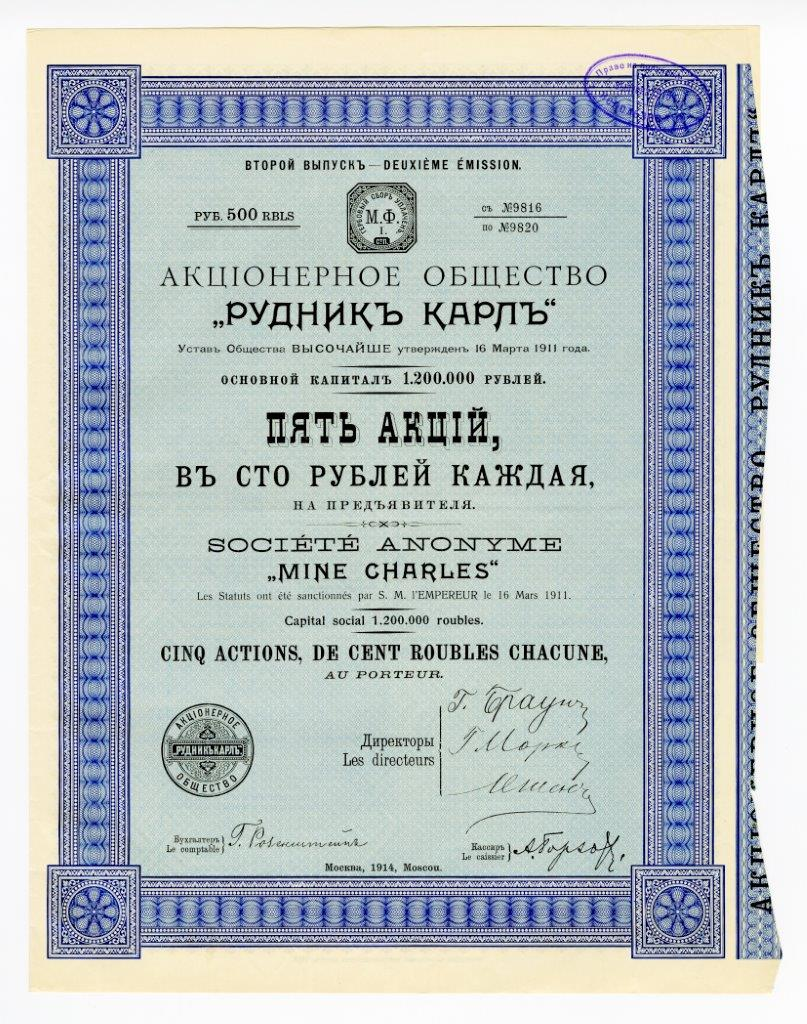
5 акций на предъявителя в 100 руб. каждая Акционерного общества «Рудник Карл» с основным капиталом в 1,2 млн руб. Москва, 1914 год

«Рудник Карл» — первая в Донбассе шахта с вертикальным стволом. Впоследствии предприятие было преобразовано в акционерное общество и принадлежало торговому дому Вогау и Ко — одной из крупнейших в России систем акционерных торговых, промышленных, финансовых предприятий, созданных во второй половине XIX — начале XX века.
Рудник был заложен в 1890 году, когда житель Лотарингии Карл Августович Крон купил у землевладельца Макарова 236 десятин земли, где затем была построена шахта. Управляющим шахты Крон назначил обрусевшего немца, жителя села Малоивановки Дуду Карла Карловича. От шахты «Карл» была проведена подвесная дорога к предприятию шахтовладельца Виолина, на территории которого располагался угольный склад, перевалочная база перед отправкой угля на железную дорогу.
Устав акционерного общества «Рудник Карл» был высочайше Утвержден 16 марта 1911 года, основной капитал компании составлял 1,2 млн руб. Собственный антрацитовый рудник в Донбассе понадобился торговому дому Вогау и Ко для снабжения топливом принадлежавших концерну производств, прежде всего рижского и подмосковного (г. Подольск) цементных заводов. Было принято решение сохранить за рудником прежнее название — Карл.
В 1912—1913 годы добыча угля на шахте «Карл» составила 6,4 млн пудов (105,2 тысячи тонн).
Вскоре после начала I мировой войны торговому дому Вогау пришлось свернуть свою деятельность в России, так как почти все руководящие посты в компании занимали германские подданные. В мае 1915 года была разгромлена контора и часть предприятий товарищества, в 1916 году компания попала под государственный надзор. После этого «Вогау и Ко» распродала все свои активы, а члены семьи бежали из России.